# Fopius carpomyiae
Fopius carpomyiae är en stekelart som först beskrevs av Filippo Silvestri 1916.  Fopius carpomyiae ingår i släktet Fopius och familjen bracksteklar. Inga underarter finns listade i Catalogue of Life.